# Xã Sterling, Quận Whiteside, Illinois
Xã Sterling (tiếng Anh: Sterling Township) là một xã thuộc quận Whiteside, tiểu bang Illinois, Hoa Kỳ. Năm 2010, dân số của xã này là 18.035 người.